# Vylok
Vylok (ukrainien : Вилок) est une commune urbaine de l'oblast de Transcarpatie, en Ukraine. Elle compte 3 100 habitants en 2023.
La majeure partie de la population est hongroise. Le nom hongrois de Vylok est Tiszaújlak.  